# Премія Едгара Алана По
Премія Едгара Алана По (часто, премія «Едгар», англ. Edgar Award), названа на честь американського письменника Едгара По, вручається щорічно «Товариством письменників детективного жанру Америки». Часто в англомовних джерелах називається преміями Едгара Алана По (англ. Edgar Allan Poe Awards), або спрощено «Едгарами» (англ. the Edgars), тому що насправді це кілька літературних премій.

## Номінації
- Найкращий роман (з 1954 року)
- Найкращий перший роман американського письменника (з 1946 року)
- Найкраща книга в м'якій обкладинці (з 1970 року)
- Найкращий детектив про реальний злочин (з 1948 року)
- Найкраще оповідання (з 1951 року)
- Найкращий детективний твір для дітей (з 1961 року)
- Найкращий детективний твір для підлітків (з 1989 року)
- Найкращий епізод телесеріалу (1952—2012)
- Найкращий телевізійний фільм або міні-серіал (з 1972 року)
- Найкращий іноземний фільм (1949—1966)
- Найкращий сценарій фільму (1946—2009)
- Найкраща п'єса (нерегулярна, з 1950 року)
- Найкраща радіодрама (1946—1960)
- Найкраща критична/бібліографічна робота (з 1977 року)
- Найкраща критика (1946—1967)
- Найкраща книжкова суперобкладинка (1955—1977)
- Grand Master Award (з 1955 року)
- Спеціальна премія (нерегулярна з 1949 року)
- Нагорода на честь Роберта Л. Фіша (Robert L. Fish Memorial Award) (з 1984 року) «за найкраще перше детективне оповідання»
- Нагорода на честь Мері Хіггінс Кларк (The Simon & Schuster Mary Higgins Clark Award) (з 2001 року)
- Нагорода на честь Сью Графтон (The G. P. Putnam's sons Sue Grafton Memorial Award) (з 2019 року)
- Нагорода на честь Ліліан Джексон Браун (THE LILIAN JACKSON BRAUN MEMORIAL AWARD) (з 2022 року)[2]
- Нагорода Ворона (Raven Awards) (з 1953 року) «за видатні досягнення в детективній сфері за межами сфери творчого письма»
- Нагорода Еллері Квіна (Ellery Queen Award) (з 1983 року) «для вшанування видатних письменницьких колективів і людей у індустрії видавництва кримінальної літератури»

## Лауреати

### Найкращий роман
| Рік          | Автор / Книга |
| 2020-ті роки | 2020-ті роки |
| ------------ | --- |
| 2022         | Даніа Кукафка, (Danya Kukafka) Notes on an Execution (Примітки до страти)                                                      |
| 2021         | Діпа Анаппара, (Deepa Anappara) Djinn Patrol on the Purple Line (Патруль джинів на пурпуровій лінії)                           |
| 2020         | Еллі Гріффітс, (Elly Griffiths). The Stranger Diaries (Незнайомі щоденники)                                                    |
| 2010-ті роки | |
| 2019         | Волтер Мослі, (Walter Mosley), Down the River Unto the Sea (Вниз по річці в море)                                              |
| 2018         | Аттіка Локк, (Attica Locke), Bluebird, Bluebird (Синьогрудка, співоча пташка)                                                  |
| 2017         | Ноа Говлі, (Noah Hawley), Before the Fall (Перед падінням)                                                                     |
| 2016         | Лорі Рой, (Lori Roy), Let Me Die in His Footsteps (Нехай я помру на його стопах)                                               |
| 2015         | Стівен Кінг, (Stephen King), Mr. Mercedes, (Містер Мерседес)                                                                   |
| 2014         | Вільям Кент Крюгер (William Kent Krueger), Ordinary Grace (Звичайна благодать)                                                 |
| 2013         | Денніс Лігейн, (Dennis Lehane), Live by Night (Ніч — мій дім)                                                                  |
| 2012         | Мо Гайдер (Mo Hayder), Gone (Пропав)                                                                                           |
| 2011         | Стів Гамільтон (Steve Hamilton), The Lock Artist (Блокований художник)                                                         |
| 2010         | Джон Гарт (John Hart), The Last Child (Остання дитина)                                                                         |
| 2000-ні роки | |
| 2009         | Сі Джей Бокс (C. J. Box), Blue Heaven (Блакитні небеса)                                                                        |
| 2008         | Джон Гарт (John Hart), Down River (Низинна ріка)                                                                               |
| 2007         | Джейсон Гудвін (Jason Goodwin), The Janissary Tree, (Дерево яничар)                                                            |
| 2006         | Джес Волтер (Jess Walter), Citizen Vince (Громадянин Вінс)                                                                     |
| 2005         | Т. Джефферсон Паркер, (T. Jefferson Parker), California Girl (Каліфорнійська дівчина)                                          |
| 2004         | Іен Ренкін, (Ian Rankin), Resurrection Men (Похований живцем)                                                                  |
| 2003         | Ш. Дж. Розен, (S. J. Rozan), Winter and Night (Зима і ніч)                                                                     |
| 2002         | Т. Джефферсон Паркер, (T. Jefferson Parker), Silent Joe (Мовчазний Джо)                                                        |
| 2001         | Джо Лансдейл, (Joe R. Lansdale), The Bottoms (Днища)                                                                           |
| 2000         | Джан Берк, (Jan Burke), Bones (Кістки)                                                                                         |
| 1990-ті роки | |
| 1999         | Роберт Кларк, (Thomas H. Cook), Mr. White's Confession (Сповідь містера Вайта)                                                 |
| 1998         | Джеймс Лі Берк, (James Lee Burke), Cimarron Rose (Сімаррон Роуз)                                                               |
| 1997         | Томас Г. Кук, (Thomas H. Cook), The Chatham School Affair (Пригода в Чартемській школі)                                        |
| 1996         | Дік Френсіс, (Dick Francis), Come to Grief (Потрапити в біду)                                                                  |
| 1995         | Мері Вілліс Волкер, (Mary Willis Walker), The Red Scream (Пронизлива сирена)                                                   |
| 1994         | Мінетт Волтерс, (Minette Walters), The Sculptress (Скульпторша)                                                                |
| 1993         | Маргарет Марон, (Margaret Maron) Bootlegger's Daughter (Дочка бутлегера)                                                       |
| 1992         | Лоуренс Блок, (Lawrence Block), A Dance at the Slaughterhouse                                                                  |
| 1991         | Джулі Сміт, (Julie Smith), New Orleans Mourning (Ранок Нью-Орлеана)                                                            |
| 1990         | Джеймс Лі Берк, (James Lee Burke), Black Cherry Blues (Темно-вишневі блюзи)                                                    |
| 1980-ті роки | |
| 1989         | Стюарт Камінскі, (Stuart M. Kaminsky), A Cold Red Sunrise (Холодний червоний світанок)                                         |
| 1988         | Аарон Елкінс, (Aaron Elkins), Old Bones (Старі кістки)                                                                         |
| 1987         | Рут Ренделл, (Ruth Rendell aka Barbara Vine), A Dark-Adapted Eye (Око, що звикло до темряви)                                   |
| 1986         | Л. Р. Райт, (L. R. Wright), The Suspect (Підозра)                                                                              |
| 1985         | Росс Томас, (Ross Thomas), Briarpatch (Терновий кущ)                                                                           |
| 1984         | Елмор Леонард, (Elmore Leonard), La Brava (Ла-Брава)                                                                           |
| 1983         | Рік Бойєр, (Rick Boyer), Billingsgate Shoal (Мілина Біллінгсгейт)                                                              |
| 1982         | Вільям Байєр, (William Bayer), Peregrine (Сапсан)                                                                              |
| 1981         | Дік Френсіс, (Dick Francis), Whip Hand (Рука як хлист)                                                                         |
| 1980         | Артур Мейлінг, (Arthur Maling), The Rheingold Route (Маршрут Рейнгольда)                                                       |
| 1970-ті роки | |
| 1979         | Кен Фоллетт, (Ken Follett), Eye of the Needle (Вушко голки)                                                                    |
| 1978         | Вільям Галлаган, (William H. Hallahan), Catch Me: Kill Me (Злови мене: вбий мене)                                              |
| 1977         | Роберт Паркер, (Robert B. Parker), Promised Land (Земля обітована)                                                             |
| 1976         | Браян Гарфілд, (Brian Garfield), Гра в класики (Hopscotch)                                                                     |
| 1975         | Жон Клірі, (Jon Cleary), Peter's Pence (Податок святому Петру)                                                                 |
| 1974         | Тоні Гіллерман, (Tony Hillerman), Dance Hall of the Dead (Танцювальний зал мертвих)                                            |
| 1973         | Воррен Кіфер (Warren Kiefer), The Lingala Code (Код Лінгала)                                                                   |
| 1972         | Фредерік Форсайт, (Frederick Forsyth), День Шакала                                                                             |
| 1971         | Пер Вальо і Май Шевалль, (Maj Sjöwall & Per Wahlöö) The Laughing Policeman (Поліцейський, який сміявся)                        |
| 1970         | Дік Френсіс, (Dick Francis), Forfeit (Розплата)                                                                                |
| 1960-ті роки | |
| 1969         | Майкл Крайтон (як Джеффрі Гадсон), (Michael Crichton aka Jeffery Hudson), A Case of Need (Екстрений випадок)                   |
| 1968         | Дональд Вестлейк, (Donald E. Westlake), God Save the Mark (Бог береже дурня)                                                   |
| 1967         | Ніколас Фрілінг, (Nicolas Freeling), King of the Rainy Country (Король дощової країни)                                         |
| 1966         | Адам Холл, (Adam Hall), Меморандум Квіллера                                                                                    |
| 1965         | Джон Ле Карре, (John le Carré), The Spy Who Came in from the Cold (Шпигун, що прийшов з холоду)                                |
| 1964         | Ерік Емблер, (Eric Ambler), The Light of Day (Світло дня)                                                                      |
| 1963         | Едіт Мері Парджетер (як Елліс Пітерс), (Edith Pargeter / Ellis Peters), Death and the Joyful Woman (Смерть і жінка, що танцює) |
| 1962         | Джон Крізі (як Дж. Дж. Маррік), Gideon's Fire (Пламя Гедеона)                                                                  |
| 1961         | Джуліан Саймонс , (Julian Symons), The Progress of a Crime (Картина злочину)                                                   |
| 1960         | Сілія Фремлін, (Celia Fremlin), The Hours Before Dawn (Години до світанку)                                                     |
| 1950-ті роки | |
| 1959         | Стенлі Еллін, (Stanley Ellin), The Eighth Circle (Восьме коло)                                                                 |
| 1958         | Ед Лейсі, (Ed Lacy), Room to Swing (Кімната для гойдалки)                                                                      |
| 1957         | Шарлотта Армстронг, (Charlotte Armstrong) A Dram of Poison (Драм отрути)                                                       |
| 1956         | Маргарет Міллар, (Margaret Millar), Beast in View (Вигляд звіра)                                                               |
| 1955         | Реймонд Чандлер, (Raymond Chandler) The Long Goodbye (Довге прощання)                                                          |
| 1954         | Шарлотта Джей, (Charlotte Jay), Beat Not the Bones (Бий не по кістках)                                                         |

### Найкращий перший роман американського письменника
| Рік          | Автор / Книга                                                                                |
| 2020-ті роки | 2020-ті роки                                                                                 |
| ------------ | -------------------------------------------------------------------------------------------- |
| 2022         | Елі Кренор, (Eli Cranor), Don't Know Tough (Не знаю головоріза)                              |
| 2021         | Кейтлін Маллен, (Caitlin Mullen), Please See Us (Будь ласка побач нас)                       |
| 2020         | Енджі Кім, (Angie Kim), Miracle Creek (Чудовий струмок)                                      |
| 2010-ті роки |                                                                                              |
| 2019         | Джеймс А. МакЛохлін (James A. McLaughlin), Bearskin (Ведмежа шкіра)                          |
| 2018         | Джордан Гарпер (Jordan Harper), She Rides Shotgun (Вона їде на рушниці)                      |
| 2017         | Флінн Беррі (Flynn Berry), Under the Harrow (У тяжкому становищі)                            |
| 2016         | В'єт Тан Нґуєн (Viet Thanh Nguyen), англ. The Sympathizer (Симпатик)                         |
| 2015         | Том Боуман (Tom Bouman), Dry Bones in the Valley (Сухі кістки в долині)                      |
| 2014         | Джейсон Меттьюз (Jason Matthews), Red Sparrow (Червоний горобець)                            |
| 2013         | Кріс Певон (Chris Pavone), The Expats (Емігранти)                                            |
| 2012         | Лорі Рой (Lori Roy), Bent Road (Звивиста дорога)                                             |
| 2011         | Брюс ДеСільва (Bruce DeSilva), Rogue Island (Острів ізгоїв)                                  |
| 2010         | Стефані Пінтофф (Stefanie Pintoff), In the Shadow of Gotham (У затінку Готема)               |
| 2000-ні роки |                                                                                              |
| 2009         | Френсі Лін (Francie Lin), The Foreigner (Іноземець)                                          |
| 2008         | Тана Френч, (Tana French), In the Woods (У лісах)                                            |
| 2007         | Алекс Беренсон (Alex Berenson), The Faithful Spy (Вірний шпигун)                             |
| 2006         | Тереза Швегель (Theresa Schwegel), Officer Down (Падіння офіцера)                            |
| 2005         | Дон Лі (Don Lee), Country of Origin (Країна народження)                                      |
| 2004         | Ребекка Павел (Rebecca Pawel), Death of a Nationalist (Смерть націоналіста)                  |
| 2003         | Джонатон Кінг (Jonathon King), The Blue Edge of Midnight (Синій край опівночі)               |
| 2002         | Девід Елліс (David Ellis), Line of Vision (Лінія зору)                                       |
| 2001         | Девід Лісс (David Liss), A Conspiracy of Paper (Змова паперів)                               |
| 2000         | Еліот Паттісон (Eliot Pattison), The Skull Mantra (Мантра черепа)                            |
| 1990-ті роки |                                                                                              |
| 1999         | Стів Гамільтон, (Steve Hamilton), A Cold Day in Paradise (Холодний день у раю)               |
| 1998         | Джозеф Кенон, (Joseph Kanon), Los Alamos (Лос Аламос)                                        |
| 1997         | Джон Морган Вілсон, (John Morgan Wilson), Simple Justice (Просте правосуддя)                 |
| 1996         | Девід Хаузрайт, David Housewright, Penance (Покаяння)                                        |
| 1995         | Джордж Дауз Грін, (George Dawes Green), The Caveman's Valentine (Валентинка клошара)         |
| 1994         | Лорі Кінг, (Laurie R. King), A Grave Talent (Замогильний талант)                             |
| 1993         | Майкл Коннеллі, (Michael Connelly), The Black Echo (Чорне ехо)                               |
| 1992         | Пітер Блаунер, (Peter Blauner), Slow Motion Riot (Уповільнений бунт)                         |
| 1991         | Патрісія Корнвелл, (Patricia Cornwell), Postmortem (По смерті)                               |
| 1990         | Сюзан Волфі, (Susan Wolfe), The Last Billable Hour (Остання платна година)                   |
| 1980-ті роки |                                                                                              |
| 1989         | Девід Стаут, (David Stout), Carolina Skeletons (Скелети Кароліни)                            |
| 1988         | Дейдре С. Лейкен, (Deidre S. Laiken), Death Among Strangers (Смерть серед незнайомців)       |
| 1987         | Ларрі Бейнгарт, (Larry Beinhart), No One Rides for Free (Ніхто не їздить безкоштовно)        |
| 1986         | Джонатан Келлерман, (Jonathan Kellerman), When the Bough Breaks (Коли сук ламається)         |
| 1985         | Р. Д. Розен, (R. D. Rosen), Strike Three, You're Dead (Третій страйк, ти мертвий))           |
| 1984         | Вілл Гаррісс, (Will Harriss), The Bay Psalm Book Murder (Заточний псалом книги вбивств)      |
| 1983         | Томас Перрі, Thomas Perry, The Butcher's Boy (Хлопець м'ясника)                              |
| 1982         | Стюарт Вудс, (Stuart Woods), Chiefs (Шефи)                                                   |
| 1981         | Кей Нолті Сміт, (Kay Nolte Smith), The Watcher (Спостерігач)                                 |
| 1980         | Річард Норт Паттерсон, (Richard North Patterson), The Lasko Tangent (Дотичність Ласко)       |
| 1970-ті роки |                                                                                              |
| 1979         | Вільям Л. ДеАндреа, (William L. DeAndrea), Killed in the Ratings (Вбивство за рейтінгами)    |
| 1978         | Рональд Росс, (Ronald Ross), A French Finish (Французький фініш)                             |
| 1977         | Джеймс Паттерсон, (James Patterson), The Thomas Berryman Number (Номер Томаса Беррімена)     |
| 1976         | Рекс Барнс, (Rex Burns), The Alvarez Journal (Журнал Альвареца)                              |
| 1975         | Грегорі Макдональд, (Gregory Mcdonald), Fletch (Флетч)                                       |
| 1974         | Пол Ердман, (Paul Erdman), The Billion Dollar Sure Thing (Звичайно, мільярд доларів)         |
| 1973         | Р. Г. Шаймер, (R. H. Shimer), Squaw Point (Точка скво)                                       |
| 1972         | А. Г. З. Карр, (A. H. Z. Carr), Finding Maubee (Пошук Маубі)                                 |
| 1971         | Лоренс Сандерс, (Lawrence Sanders), The Anderson Tapes (Стрічки Андерсона)                   |
| 1970         | Джо Горс, (Joe Gores), A Time of Predators (Час хижаків)                                     |
| 1960-ті роки |                                                                                              |
| 1969         | Дороті Інак, (Dorothy Uhnak), The Bait (Наживка)                                             |
| 1969         | Еміл Річард Джонсон (E. Richard Johnson), Silver Street (Срібна вулиця)                      |
| 1968         | Майкл Коллінз, (Michael Collins), Act of Fear (Акт жаху)                                     |
| 1967         | Росс Томас, (Ross Thomas), The Cold War Swap (Обмін часів холодної війни)                    |
| 1966         | Джон Болл, (John Ball), In the Heat of the Night (Задушливої ночі)                           |
| 1965         | Гаррі Кімельман, (Harry Kemelman), Friday the Rabbi Slept Late (У п'ятницю Раббі заспався)   |
| 1964         | Корнеліус Гіршберг, (Cornelius Hirschberg), Florentine Finish (Фініш Флорентайн)             |
| 1963         | Роберт Л. Фіш, (Robert L. Fish), The Fugitive (Утікач)                                       |
| 1962         | Сюзанна Бланк, (Suzanne Blanc), The Green Stone (Зелений камінь)                             |
| 1961         | Джек Венс, (John Holbrooke Vance),The Man in the Cage (Людина в клітці)                      |
| 1960         | Генрі Слізар, (Henry Slesar), The Grey Flannel Shroud (Сірий фланелевий саван)               |
| 1950-ті роки |                                                                                              |
| 1959         | Річард Мартін Штерн, (Richard Martin Stern), The Bright Road to Fear (Світла дорога до жаху) |
| 1958         | Вільям Роул Вікс, (William Rawle Weeks), Knock and Wait a While (Постукай і почекай трохи)   |
| 1957         | Дональд Макнатт Дуглас, (Donald McNutt Douglass), Rebecca's Pride (Гордість Ребекки)         |
| 1956         | Лейн Кауффман, (Lane Kauffman), The Perfectionist (Перфекціоніст)                            |
| 1955         | Жан Поттс, (Jean Potts), Go, Lovely Rose (Іди, прекрасна Роуз)                               |
| 1954         | Айра Левін, A Kiss before Dying (Поцілунок перед смертю)                                     |
| 1953         | Вільям Кемпбелл Голт, (William Campbell Gault), Don't Cry for Me (не плачь по мені)          |
| 1952         | Мері Макмюллен, (Mary McMullen), Strangle Hold (Мертва хватка)                               |
| 1951         | Томас Волш, (Thomas Walsh), Nightmare in Manhattan (Жах на Мангеттені)                       |
| 1950         | Алан Грін, (Alan Green), What A Body (Чиє тіло?)                                             |
| 1940-ві роки |                                                                                              |
| 1949         | Мілдред Б. Девіс, (Mildred B. Davis), The Room Upstairs (Кімната наверху)                    |
| 1948         | Фредрік Браун, (Fredric Brown), The Fabulous Clipjoint (Казковий стиковий кліп)              |
| 1947         | Гелен Юстіс, (Helen Eustis), The Horizontal Man (Горизонтальна людина)                       |
| 1946         | Юліус Фаст, (Julius Fast), Watchful at Night (Невсипущий вночі)                              |

### Найкраща книга в м'якій обкладинці
| Рік          | Автор / Книга |
| 2020-ті роки | 2020-ті роки |
| ------------ | --- |
| 2022         | Джо Гарт (Joe Hart), Or Else (Чи ще)                                                                                        |
| 2021         | Алісса Коул, (Alyssa Cole), When No One is Watching (Коли ніхто не підглядає)                                               |
| 2020         | Адам О'Феллон Прайс, (Adam O'Fallon Price), The Hotel Neversink (Готель «Ніколи не тоне»)                                   |
| 2010-ті роки | |
| 2019         | Алісон Гайлін (Alison Gaylin), If I Die Tonight (Якщо я помру вночі)                                                        |
| 2018         | Анна Маццола (Anna Mazzola), The Unseeing (Невидиме)                                                                        |
| 2017         | Адріан МакКінті (Adrian McKinty), Rain Dogs (Дощові пси)                                                                    |
| 2016         | Лу Берні (Lou Berney), The Long and Faraway Gone (Давнє і далеке минуле)                                                    |
| 2015         | Кріс Абані (Chris Abani), The Secret History of Las Vegas (Секретна історія Лас-Вегаса)                                     |
| 2014         | Алекс Марвуд (Alex Marwood), The Wicked Girls (Злі дівчата)                                                                 |
| 2013         | Бен Вінтерс (Ben H. Winters), The Last Policeman: A Novel (Останній поліцейський: роман)                                    |
| 2012         | Роберт Джексон Беннетт (Robert Jackson Bennett), The Company Man (Людина компанії)                                          |
| 2011         | Роберт Годдард (Robert Goddard), Long Time Coming (Тривалий час)                                                            |
| 2010         | Марк Стрендж (Marc Strange), Body Blows (Удар тіла)                                                                         |
| 2000-ні роки | |
| 2009         | Мег Гардінер, (Meg Gardiner), China Lake (Озеро смерті)                                                                     |
| 2008         | Меган Ебботт (Megan Abbott), Queenpin (Королева)                                                                            |
| 2007         | Наомі Хірахара (Naomi Hirahara), Snakeskin Shamisen (Змієва шкіра Шамісен)                                                  |
| 2006         | Джефрі Форд, (Jeffrey Ford), Girl in the Glass (Дівчина в дзеркалі)                                                         |
| 2005         | Доменік Стенсберрі (Domenic Stansberry), The Confession (Сповідь)                                                           |
| 2004         | Сильвія Маульташ Варш (Sylvia Maultash Warsh), Find Me Again (Знайди мене ще раз)                                           |
| 2003         | Т. Дж. Макгрегор (T. J. MacGregor), Out of Sight (За межами видимості)                                                      |
| 2002         | Даніель Чаваррія (Daniel Chavarria), Adios Muchachos (Пока хлопчики)                                                        |
| 2001         | Марк Грем (Mark Graham), The Black Maria (Чорна Марія)                                                                      |
| 2000         | Рут Бірмінгем (Ruth Birmingham), Fulton County Blues (Блюз графства Фултон)                                                 |
| 1990-ті роки | |
| 1999         | Рік Ріордан (Rick Riordan), The Widower's Two-Step (Стати вдівцем у два кроки)                                              |
| 1998         | Лаура Ліппман (Laura Lippman), Charm City (Чарівне місто)                                                                   |
| 1997         | Гарлан Кобен, (Harlan Coben), Fade Away (Зникати)                                                                           |
| 1996         | Вільям Хеффернен (William Heffernan), Tarnished Blue (Заплямований блакитний)                                               |
| 1995         | Ліза Скоттлайн (Lisa Scottoline), Final Appeal (Остаточне звернення)                                                        |
| 1994         | Стівен Вомак (Steven Womack), Dead Folk's Blues (Блюз мертвих людей) і Барл Барер (Burl Barer), The Saint (Святий)          |
| 1993         | Дана Стейбноу (Dana Stabenow), A Cold Day for Murder (Холодний день для вбивства)                                           |
| 1992         | Томас Едкок (Thomas Adcock), Dark Maze (Темний лабіринт)                                                                    |
| 1991         | Девід Гендлер (David Handler), The Man Who Would Be F. Scott Fitzgerald (Людина, яка хотіла стати Ф. Скоттом Фіцджеральдом) |
| 1990         | Кейт Петерсон (Keith Peterson), The Rain (Дощ)                                                                              |
| 1980-ті роки | |
| 1989         | Тімоті Фіндлі (Timothy Findley), The Telling of Lies (Прголошена брехня)                                                    |
| 1988         | Шерін Маккрамб (Sharyn McCrumb), Bimbos of the Death Sun (Дівчина помираючого сонця)                                        |
| 1987         | Роберт Р. Кемпбелл (Robert Wright Campbell), The Junkyard Dog (Собака на звалищі)                                           |
| 1986         | Воррен Мерфі (Warren Murphy), Pigs Get Fat (Свині жирують)                                                                  |
| 1985         | Моллі Кокрен і Воррен Мерфі (Molly Cochran and Warren Murphy) Grandmaster (Грандмастер)                                     |
| 1984         | Маргарет Трейсі (Margaret Tracy), Mrs. White (Місіс Вайт)                                                                   |
| 1983         | Тері Вайт (Teri White), Triangle (Тріангуляція)                                                                             |
| 1982         | Л. А. Морзе (L. A. Morse), The Old Dick (Старий сищик)                                                                      |
| 1981         | Білл Грейнджер (Bill Granger), Public Murders (Публічні вбивства)                                                           |
| 1980         | Вільям Л. ДеАндреа (William L. DeAndrea), The Hog Murders (Вбивства свиней)                                                 |
| 1970-ті роки | |
| 1979         | Френк Банді (Frank Bandy), Deceit and Deadly Lies (Обман і смертельна брехня)                                               |
| 1978         | Майк Джан (Mike Jahn), The Quark Maneuver (Маневр кварка)                                                                   |
| 1977         | Грегорі Макдональд (Gregory Mcdonald), Confess, Fletch (Зізнавайтесь Флетч)                                                 |
| 1976         | Джон Р. Фігел (John R. Feegel), Autopsy (Автопсія)                                                                          |
| 1975         | Рой Вінзор (Roy Winsor), The Corpse That Walked (Покійник, якій пересувався)                                                |
| 1974         | Вілл Перрі (Will Perry), Death of an Informer (Смерть інформатора)                                                          |
| 1973         | Ричард Вормсер (Richard Wormser), The Invader (Загарбник)                                                                   |
| 1972         | Френк Макайліф (Frank McAuliffe), For Murder I Charge More (За вбивство я вимагаю більше)                                   |
| 1971         | Ден Дж. Марлоу (Dan J. Marlowe), Flashpoint (Місце займання)                                                                |
| 1970         | Скотт К. С. Стоун (Scott C. S. Stone), The Dragon's Eye (Очі дракона)                                                       |

### Найкращий детектив про реальний злочин
| Рік          | Автор / Книга |
| 2020-ті роки | 2020-ті роки |
| ------------ | --- |
| 2022         | Еріка Краузе (Erika Krouse), Tell Me Everything: The Story of a Private Investigation (Скажи мені все: Історія приватного розслідування                                                                                                 |
| 2021         | Ерік Ейр (Eric Eyre), Death in Mud Lick: A Coal Country Fight Against the Drug Companies that Delivered the Opioid Epidemic (Смерть у багнюці: боротьба чорної країни проти фармацевтичних компаній, що створили опіоїдну епідемію)     |
| 2020         | Екстон Бетц-Гамільтон (Axton Betz-Hamilton), The Less People Know About Us: A Mystery of Betrayal, Family Secrets, and Stolen Identity (Менше людей знають про нас: таємниця зради, сімейні таємниці та вкрадена особистість)           |
| 2010-ті роки | |
| 2019         | Роберт В. Фіслер (Robert W. Fieseler), Tinderbox: The Untold Story of the Up Stairs Lounge Fire and the Rise of Gay Liberation (Кресало: Нерозказана історія пожежі у вітальні на верхньому поверсі та піднесення визволення геїв)      |
| 2018         | Девід Ґренн (David Grann), Killers of the Flower Moon: The Osage Murders and the Birth of the FBI (Вбивці Місячної Квітки: вбивства Осейджів і народження ФБР)                                                                          |
| 2017         | Кейт Саммерскейл (Kate Summerscale), The Wicked Boy: The Mystery of a Victorian Child Murderer (Злий хлопчик: Таємниця вікторіанського вбивці дитини)                                                                                   |
| 2016         | Аллен Курцвейл (Allen Kurzweil), Whipping Boy: The Forty-Year Search for My Twelve-Year-Old Bully (Спритний хлопчик: Сорокарічний пошук мого дванадцятирічного хулігана)                                                                |
| 2015         | Вільям Дж. Манн (William J. Mann), Tinseltown: Murder, Morphine, and Madness at the Dawn of Hollywood (Тінселтаун: Вбивство, морфій і божевілля на зорі Голлівуду)                                                                      |
| 2014         | Деніел Сташовер (Daniel Stashower), The Hour of Peril: The Secret Plot to Murder Lincoln Before the Civil War (Година небезпеки: Таємна змова вбивства Лінкольна перед громадянською війною)                                            |
| 2013         | Пол Френч (Paul French), Midnight in Peking: How the Murder of a Young Englishwoman Haunted the Last Days of Old China (Опівночі в Пекіні: Як вбивство молодої англійки спотворило останні дні Старого Китаю)                           |
| 2012         | Кендіс Міллард (Candice Millard), Destiny of the Republic: A Tale of Madness, Medicine and the Murder of a President (Доля республіки: Повість про божевілля, медицину та вбивство президента)                                          |
| 2011         | Кен Армстронг, Нік Перрі (Ken Armstrong, Nick Perry), Scoreboard, Baby: A Story of College Football, Crime and Complicity (Табло, дитина: історія коледжного футболу, злочинності та співучасті)                                        |
| 2010         | Дейв Каллен (Dave Cullen), Columbine (Колумбайн) |
| 2000-ні роки | |
| 2009         | Говард Блум (Howard Blum), American Lightning: Terror, Mystery, the Birth of Hollywood and the Crime of the Century (Американська блискавка: терор, таємниця, народження Голлівуду та злочин століття)                                  |
| 2008         | Вінсент Багліозі (Vincent Bugliosi), Reclaiming History: The Assassination of President John F. Kennedy (Повернення історії: вбивство президента Джона Кеннеді)                                                                         |
| 2007         | Джеймс Л. Свенсон (James L. Swanson), Manhunt: The 12-Day Chase for Lincoln's Killer (Полювання на людей: 12-денна погоня за вбивцею Лінкольна)                                                                                         |
| 2006         | Едвард Дольнік (Edward Dolnick), Rescue Artist: A True Story of Art, Thieves, and the Hunt for a Missing Masterpiece (Художник -рятувальник: Справжня історія мистецтва, злодіїв та полювання на зниклий шедевр)                        |
| 2005         | Леонард Левітт (Leonard Levitt), Conviction: Solving the Moxley Murder: A Reporter and a Detective's Twenty-Year Search for Justice (Переконання: Розкриття вбивства Мокслі: Репортер та двадцятирічні пошуки справедливого правосуддя) |
| 2004         | Ерік Ларсон (Erik Larson), The Devil in the White City (Диявол у білому місті) |
| 2003         | Джозеф Вембо (Joseph Wambaugh), Fire Lover: A True Story (Піроман: Справжня історія) |
| 2002         | Кент Волкер (Kent Walker), Son of a Grifter (Син грабіжника) |
| 2001         | Дік Лер, Джерард О'Нейлл (Dick Lehr, Gerard O'Neill), Black Mass: The Irish Mob, The FBI, & A Devil's Deal (Чорна маса: ірландський натовп, ФБР та угода диявола)                                                                       |
| 2000         | Джеймс Б. Стюарт (James B. Stewart), Blind Eye: The Terrifying Story Of A Doctor Who Got Away With Murder (Сліпе око: Жахлива історія про лікаря, який пішов із вбивством)                                                              |
| 1990-ті роки | |
| 1999         | Карлтон Стоверс (Carlton Stowers), To The Last Breath (До останнього вдиху) |
| 1998         | Річард Ферстман, Джемі Талан (Richard Firstman, Jamie Talan), The Death of Innocents (Смерть невинних) |
| 1997         | Дарсі О'Браєн (Darcy O'Brien), Power To Hurt (Сила спричинення болю) |
| 1996         | Піт Ірлі (Pete Earley), Circumstantial Evidence: Death, Life, and Justice in a Southern Town (Непрямі докази: смерть, життя і правосуддя в південному місті)                                                                            |
| 1995         | Джо Доманік (Joe Domanick), To Protect and Serve (Захищати та слугувати) |
| 1994         | Белла Стамбо (Bella Stumbo), Until the Twelfth of Never (Ніколи до дванадцятої) |
| 1993         | Гаррі Фаррелл (Harry Farrell), Swift Justice (Швидке правосуддя) |
| 1992         | Девід Саймон (David Simon), Homicide: A Year on the Killing Streets (Вбивство: рік на вулицях, що вбивають) |
| 1991         | Петер Маас (Peter Maas), In a Child's Name: The Legacy of a Mother's Murder (В ім'я дитини: Спадщина вбивства матері) |
| 1990         | Джек Олсен (Jack Olsen), Doc: The Rape of the Town of Lovell (Doc: Викрадення міста Ловелл) |
| 1980-ті роки | |
| 1989         | Гаррі Маклін (Harry N. MacLean), In Broad Daylight (Серед білого дня) |
| 1988         | Річард Гаммер (Richard Hammer), CBS Murders (Вбивства CBS) |
| 1987         | Карлтон Стоверс (Carlton Stowers), Careless Whispers: The True Story of a Triple Murder and the Determined Lawman Who Wouldn't Give Up (Недбалий шепіт: правдива історія потрійного вбивства та рішучий законник, який не здався)       |
| 1986         | Стефен Аронсон, Наталі Робінс (Stephen M.L. Aronson, Natalie Robins), Savage Grace (Дика Грейс) |
| 1985         | Майкл Вайс (Mike Weiss), Double Play: The San Francisco City Hall Killings (Подвійна гра: вбивства в мерії Сан-Франциско) |
| 1984         | Шана Александер (Shana Alexander), Very Much A Lady: The Untold Story of Jean Harris and Dr. Herman Tarnower (Дуже багато леді: Невимовна історія Жана Гарріса та доктора Германа Тарновера)                                            |
| 1983         | Річард Гаммер (Richard Hammer), The Vatican Connection (Ватиканський зв'язок) |
| 1982         | Роберт Гріні (Robert W. Greene), The Sting Man (Людина, яка жалить) |
| 1981         | Фред Гарвелл (Fred Harwell), A True Deliverance (Справжнє визволення) |
| 1980         | Роберт Ліндсей (Robert Lindsey), The Falcon and the Snowman (Сокіл і Сніговик) |
| 1970-ті роки | |
| 1979         | Вінсент Багліозі, Кен Гурвіц (Vincent Bugliosi, Ken Hurwitz), Till Death Do Us Part (Поки смерть не розлучить нас) |
| 1978         | Барбара Аміел, Джордж Джонас (Barbara Amiel, George Jonas), By Persons Unknown (Невідомими особами) |
| 1977         | Томас Томпсон (Thomas Thompson), Blood and Money (Кров і гроші) |
| 1976         | Том Вікер (Tom Wicker), A Time To Die (Час помирати) |
| 1975         | Вінсент Багліозі, Курт Джентрі (Vincent Bugliosi, Curt Gentry), Helter Skelter (Гелтер Скелтер — книга про Чарлза Менсона) |
| 1974         | Барбара Леві (Barbara Levy), Legacy of Death (Спадщина смерті) |
| 1973         | Льюїс Честер, Стефен Фей, Магнус Лінклеттер (Lewis Chester, Stephen Fay, Magnus Linkletter), Hoax (Містифікація) |
| 1972         | Сандор Франкел (Sandor Frankel), Beyond A Reasonable Doubt (Поза розумним сумнівом) |
| 1971         | Мілдред Севедж (Mildred Savage), A Great Fall (Велике падіння) |
| 1970         | Герберт Ерманн (Herbert B. Ehrmann), The Case That Will Not Die (Справа, що не помре) |
| 1960-ті роки | |
| 1969         | Джон Євангеліст Волш (John Evangelist Walsh), Poe the Detective (По як детектив) |
| 1968         | Вікторія Лінкольн (Victoria Lincoln), A Private Disgrace (Приватна ганьба) |
| 1967         | Джерольд Франк (Gerold Frank), «The Boston Strangler» (Бостонський душитель) |
| 1966         | Трумен Капоте (Truman Capote), In Cold Blood (У холодній крові) |
| 1965         | Ентоні Льюїс (Anthony Lewis), «Gideon's Trumpet» (Сурма Гідеона) |
| 1964         | Джерольд Франк (Gerold Frank), The Deed (Справа) |
| 1963         | Френсіс Рассел (Francis Russell), Tragedy in Dedham (Трагедія в Дедгемі) |
| 1962         | Барретт Преттімен мол. (Barrett Prettyman Jr.), Death and the Supreme Court, (Смерть і Верховний суд) |
| 1961         | Міріам Аллен деФорд (Miriam Allen deFord), The Overbury Affair (Справа Овербюрі) |
| 1960         | Томас Галлагер (Thomas Gallager), Fire at Sea (Вогонь на морі) |
| 1950-ті роки | |
| 1959         | Вензел Браун (Wenzell Brown), They Died in the Chair (Вони померли в кріслі) |
| 1958         | Гарольд Р. Данфорт, Джеймс Д. Горан (Harold R. Danforth, James D. Horan), The D.A.'s Man (Людина з відділу окружного прокурора) |
| 1957         | Чарльз і Луїза Самуельс (Charles Samuels, Louise Samuels), Night Fell on Georgia (Нічне падіння в Джорджії) |
| 1956         | Менлі Вейд Веллмен (Manly Wade Wellman), Dead and Gone (Мертві та зниклі) |
| 1955         | Чарльз Босвелл і Льюїс Томпсон (Charles Boswell, Lewis Thompson), The Girl with the Scarlet Brand (Дівчина з пурпурним тавром) |
| 1954         | Джон Бартлоу Мартін (John Bartlow Martin), Why Did They Kill? (Чому вони вбивали?) |
| 1953         | Ерл Стенлі Ґарднер (Erle Stanley Gardner), Court of Last Resort (Суд останньої інстанції) |
| 1952         | Сент-Клер Макелвей (St. Clair McKelway), True Tales from the Annals of Crime and Rascality (Справжні казки з літопису про злочин і розпусту)                                                                                            |
| 1951         | В. Т. Браннон (W.T. Brannon), Lady: Killers (Жінки вбивці) |
| 1950         | Едвард Д. Радін (Edward D. Radin), Twelve Against Crime (Дванадцять проти злочину) |
| 1940-ві роки | |
| 1949         | Джозеф Генрі Джексон (Joseph Henry Jackson), Bad Company (Погана компанія) |
| 1948         | Едвард Д. Радін (Edward D. Radin), Twelve Against the Law (Дванадцять проти закону) |

### Найкраще оповідання
| Рік          | Автор / Оповідання |
| 2020-ті роки | 2020-ті роки |
| ------------ | --- |
| 2022         | Грегорі Фелліс (Gregory Fallis), Red Flag (Червоний прапор)                                                                             |
| 2021         | Мааза Менгісте (Maaza Mengiste), Dust, Ash, Flight. Addis Ababa Noir (Пил, попіл, політ. Аддис-Абеба нуар)                              |
| 2020         | Лівія Льювеллін (Livia Llewellyn), One of These Nights (Одна з цих ночей)                                                               |
| 2010-ті роки | |
| 2019         | Арт Тейлор (Art Taylor), English 398: Fiction Workshop (Англійська 398: Майстерня художньої літератури)                                 |
| 2018         | Джон Кровлі (John Crowley), Spring Break (Весняні канікули)                                                                             |
| 2017         | Лоуренс Блок (Lawrence Block), Autumn at the Automat (Осінь в автоматі)                                                                 |
| 2016         | Стівен Кінг (Stephen King), Obits (Некрологи)                                                                                           |
| 2015         | Ґіліян Флінн (Gillian Flynn), What Do You Do? (Що ти робишь?)                                                                           |
| 2014         | Джон Конноллі (John Connolly), The Caxton Private Lending Library & Book Depository" (Приватна бібліотека і книгосховище «Какстон»)     |
| 2013         | Карін Слоутер (Karin Slaughter), The Unremarkable Heart (Нічим не примітне серце)                                                       |
| 2012         | Пітер Турнбулл (Peter Turnbull), The Man Who Took His Hat Off to the Driver of the Train (Людина, яка зняла капелюх з машиніста поїзда) |
| 2011         | Дуг Еллін (Doug Allyn), The Scent of Lilacs (Запах бузку)                                                                               |
| 2010         | Луїс Альберто Урреа (Luis Alberto Urrea), Amapola (Амапола)                                                                             |
| 2000-ні роки | |
| 2009         | Т. Джефферсон Паркер (T. Jefferson Parker), Skinhead Central                                                                            |
| 2008         | Сьюзен Стрейт (Susan Straight), The Golden Gopher (Золотий ховрах)                                                                      |
| 2007         | Чарльз Ардай (Charles Ardai), The Home Front (Тил)                                                                                      |
| 2006         | Джеймс В. Голл (James W. Hall), The Catch (Улов)                                                                                        |
| 2005         | Лорі Лінн Драммонд (Laurie Lynn Drummond), Something About a Scar (Дещо про шрам)                                                       |
| 2004         | Дж. Мікі Гайден (G. Miki Hayden), The Maids (Покоївки)                                                                                  |
| 2003         | Реймонд Стейбер (Raymond Steiber), Mexican Gatsby (Мексиканський Гетсбі)                                                                |
| 2002         | Ш. Дж. Розен (S. J. Rozan), Double-Crossing Delancey (Підвійний обман Делансі)                                                          |
| 2001         | Пітер Робінсон (Peter Robinson), Missing in Action (Зниклий безвісти)                                                                   |
| 2000         | Енн Перрі (Anne Perry), Heroes (Герої)                                                                                                  |
| 1990-ті роки | |
| 1999         | Том Франклін (Tom Franklin), Poachers (Браконьєри)                                                                                      |
| 1998         | Лоуренс Блок (Lawrence Block), Keller on the Spot (Келлер на місці)                                                                     |
| 1997         | Майкл Мелоун (Michael Malone), Red Clay (Червона глина)                                                                                 |
| 1996         | Жан Б. Купер (Jean B Cooper), The Judge's Boy (Хлопчик судді)                                                                           |
| 1995         | Дуг Еллін (Doug Allyn), The Dancing Bear (Танцюючий ведмідь)                                                                            |
| 1994         | Лоуренс Блок (Lawrence Block), Keller's Therapy (Терапія Келлера)                                                                       |
| 1993         | Бенджамін М. Шутц (Benjamin M. Schutz), Mary, Mary, Shut the Door (Мері, Мері, зачини двері)                                            |
| 1992         | Венді Горнсбі (Wendy Hornsby), Nine Sons (Дев'ять синів)                                                                                |
| 1991         | Лінн Баррет (Lynne Barrett), Elvis Lives (Елвіс живий)                                                                                  |
| 1990         | Дональд Вестлейк (Donald E. Westlake), Too Many Crooks (Забагато шахраїв)                                                               |
| 1980-ті роки | |
| 1989         | Білл Креншоу (Bill Crenshaw), Flicks (Поштовхи)                                                                                         |
| 1988         | Гарлан Еллісон (Harlan Ellison), Soft Monkey (М'яка мавпа)                                                                              |
| 1987         | Роберт Семпсон (Robert Sampson), Rain in Pinton County (Дощ в окрузі Пінтон)                                                            |
| 1986         | Джон Лутц (John Lutz), Ride the Lightning (Осідлати блискавку)                                                                          |
| 1985         | Лоуренс Блок (Lawrence Block), By Dawn's Early Light (До раннього світла світанку)                                                      |
| 1984         | Рут Ренделл (Ruth Rendell), The New Girlfriend (Нова коханка)                                                                           |
| 1983         | Фредерік Форсайт (Frederick Forsyth), There Are No Snakes in Ireland                                                                    |
| 1982         | Джек Річі (Jack Ritchie), The Absence of Emily (Відсутність Емілі)                                                                      |
| 1981         | Кларк Говард (Clark Howard), Horn Man (Людина-ріг)                                                                                      |
| 1980         | Джеффрі Норман (Geoffrey Norman), Armed and Dangerous (Озброєні та небезпечні)                                                          |
| 1970-ті роки | |
| 1979         | Барбара Овенс (Barbara Owens), The Cloud Beneath The Eaves (Хмара під карнизом)                                                         |
| 1978         | Томас Волш (Thomas Walsh), Chance After Chance (Шанс після шансу)                                                                       |
| 1977         | Етта Ревес (Etta Revesz), Like a Terrible Scream (Як страхітливий крик)                                                                 |
| 1976         | Джесс Гілл Форд (Jesse Hill Ford), The Jail (В'язниця)                                                                                  |
| 1975         | Рут Ренделл (Ruth Rendell), The Fallen Curtain (Завіса, що впала)                                                                       |
| 1974         | Гарлан Еллісон (Harlan Ellison), The Whimper of Whipped Dogs (Скавчання збитих собак)                                                   |
| 1973         | Джойс Гаррінгтон (Joyce Harrington), The Purple Shroud (Фіолетовий саван)                                                               |
| 1972         | Роберт Л. Фіш (Robert L. Fish), Moonlight Gardener (Садівник у місячному сяйві)                                                         |
| 1971         | Марджері Фінн Браун (Margery Finn Brown), In The Forests of Riga the Beasts Are Very Wild Indeed (У лісах під Ригою звірі дуже дикі)    |
| 1970         | Джо Горс (Joe Gores), Goodbye, Pops (Пока, чуваки)                                                                                      |
| 1960-ті роки | |
| 1969         | Ворнер Лоу (Warner Law), The Man Who Fooled the World (Людина, яка обдурила світ)                                                       |
| 1968         | Едвард Д. Гох (Edward D. Hoch), The Oblong Room (Довгаста кімната)                                                                      |
| 1967         | Ріс Девіс (Rhys Davies), The Chosen One (Обраний)                                                                                       |
| 1966         | Ширлі Джексон (Shirley Jackson), The Possibility of Evil (Можливість зла)                                                               |
| 1965         | Лоренс Тріт (Lawrence Treat), H as in Homicide (В — це перша буква у вбивстві)                                                          |
| 1964         | Леслі Енн Броунрідж (Leslie Ann Brownrigg), Man Gehorcht (Слухняна людина)                                                              |
| 1963         | Девід Елай (David Ely), The Sailing Club (Вітрильний клуб)                                                                              |
| 1962         | Аврам Дейвідсон (Avram Davidson), Affair at Lahore Cantonment (Справа в кантоні Лахор)                                                  |
| 1961         | Джон Дарем (John Durham), Tiger (Тигр)                                                                                                  |
| 1960         | Роальд Дал (Roald Dahl), The Landlady (Господиня)                                                                                       |
| 1950-ті роки | |
| 1959         | Вільям О'Фарелл (William O'Farrell), Over There, Darkness (Навколо темрява)                                                             |
| 1958         | Джеральд Кірш (Gerald Kersh), The Secret of the Bottle (Таємниця плішки)                                                                |
| 1957         | Стенлі Еллін (Stanley Ellin), The Blessington Method (Метод Блессінгтона)                                                               |
| 1956         | Філіп Макдональд (Philip MacDonald), Dream No More (Більше не мріяти)                                                                   |
| 1955         | Стенлі Еллін (Stanley Ellin), The House Party (Домашня партія)                                                                          |
| 1954         | Роальд Дал (Roald Dahl), Someone Like You (Хтось такий, як ти)                                                                          |
| 1953         | Філіп Макдональд (Philip MacDonald), Something to Hide (Щось приховати)                                                                 |
| 1952         | Джон Кольєр (John Collier), Fancies and Goodnights (Фантазії та добрі побачення)                                                        |
| 1951         | Лоуренс Блохман (Lawrence Blochman), Diagnosis: Homicide (Діагноз: Вбивство)                                                            |

### Найкращий детективний твір для підлітків
| Рік          | Автор / Твір |
| 2020-ті роки | 2020-ті роки |
| ------------ | --- |
| 2022         | Марті Джоселін (Marthe Jocelyn), Aggie Morton Mystery Queen: The Seaside Corpse (Еггі Мортон Таємнича королева: Труп на узбережжі моря)                                                                            |
| 2021         | Елізабет Ц. Бунс (Elizabeth C. Bunce), Premeditated Myrtle (Навмисний мирт) |
| 2020         | Сюзан Вот (Susan Vaught), Me and Sam-Sam Handle the Apocalypse (Я і Сем-Сем впораємося з апокаліпсисом) |
| 2010-ті роки | |
| 2019         | Піт Гаутман (Pete Hautman), Otherwood (Інша деревина) |
| 2018         | Джеймс Понті (James Ponti), Vanished! (Зник!) |
| 2017         | Веслі Кінг (Wesley King), OCDaniel (Даніель з обсесивно-компульсивним розладом) |
| 2016         | Сюзан Вот (Susan Vaught), Футер Девіс мабуть божевільний (Footer Davis Probably Is Crazy) |
| 2015         | Кейт Мілфорд (Kate Milford), Greenglass House (Зелений скляний будинок) |
| 2014         | Емі Тімберлейк (Amy Timberlake), One Came Home (Один прийшов додому) |
| 2013         | Джек Д. Феррайоло (Jack D. Ferraiolo), The Quick Fix (Швидке виправлення) |
| 2012         | Меттью Дж. Кірбі (Matthew J. Kirby), Icefall (Льодопад) |
| 2011         | Дорі Гіллестад Батлер (Dori Hillestad Butler), The Buddy Files: The Case of the Lost Boy (Файли Бадді: Справа загубленого хлопчика)                                                                                |
| 2010         | Мері Давнінг Ган (Mary Downing Hahn), Closed for the Season (Зачинено на сезон) |
| 2000-ні роки | |
| 2009         | Тоні Еббот (Tony Abbott), The Postcard (Поштова листівка) |
| 2008         | Кетрін Марш (Katherine Marsh), The Night Tourist (Нічний турист) |
| 2007         | Ендрю Клементс (Andrew Clements), Room One: A Mystery or Two (Кімната перша: таємниця чи дві) |
| 2006         | Д. Джеймс Сміт (D. James Smith), The Boys of San Joaquin (Хлопці з Сан Хоакіну) |
| 2005         | Блю Баллієтт (Blue Balliett), Chasing Vermeer (У погоні за Вермеєром) |
| 2004         | Філліс Рейнольдс Нейлор (Phyllis Reynolds Naylor), Bernie Magruder & the Bats in the Belfry (Берні Магрудер і кажани на дзвіниці)                                                                                  |
| 2003         | Гелен Еріксон (Helen Ericson), Harriet Spies Again (Гаррієт знову шпигує) |
| 2002         | Ліліан Ейдж (Lillian Eige), Dangling (Звисаючий) |
| 2001         | Франсіс О'Роарк Довелл (Frances O'Roark Dowell), Dovey Coe (Дові Коу) |
| 2000         | Елізабет МакДевід Джонс (Elizabeth McDavid Jones), The Night Flyers (Нічні літуни) |
| 1990-ті роки | |
| 1999         | Венделін Ван Дранен (Wendelin Van Draanen), Sammy Keyes and the Hotel Thief (Семмі Кейз і готельний злодій) |
| 1998         | Барбара Брукс Воллес (Barbara Brooks Wallace), Sparrows in the Scullery (Горобці в скульптурі) |
| 1997         | Дороті Рейнольдс Міллер (Dorothy Reynolds Miller), The Clearing (Кліринг) |
| 1996         | Ненсі Спрінгер (Nancy Springer), Looking for Jamie Bridger (Шукаючи Джеймі Бріджера) |
| 1995         | Вілло Девіс Робертс (Willo Davis Roberts), The Absolutely True Story. How I Visited Yellowstone Park with the Terrible Rubes (Абсолютно правдива історія. Як я відвідав Єллоустонський парк із жахливими рубінами) |
| 1994         | Барбара Брукс Воллес (Barbara Brooks Wallace), The Twin in the Tavern (Близнюки в таверні) |
| 1993         | Ів Бантінг (Eve Bunting), Coffin on a Case! (Труна на футлярі!) |
| 1992         | Бетсі Біарс (Betsy Byars), Wanted…Mud Blossom (Розшукується…бруд) |
| 1991         | Пем Конрад (Pam Conrad), Stonewords (Слова на камені) |
| 1980-ті роки | |
| 1989         | Вілло Девіс Робертс (Willo Davis Roberts), Megan's Island (Острів Меган) |
| 1988         | Сюзан Шрів (Susan Shreve), Lucy Forever and Miss Rosetree, Shrinks (Люсі Форевор і місс Розітрі усаджуються) |
| 1987         | Джоан Ловрі Ніксон (Joan Lowery Nixon), The Other Side of Dark (Інша сторона темряви) |
| 1986         | Патриція Вінздор (Patricia Windsor), The Sandman's Eyes (Очі піщаної людини) |
| 1985         | Філліс Рейнольдс Нейлор (Phyllis Reynolds Naylor), Night Cry (Нічний плач) |
| 1984         | Сінтія Войт (Cynthia Voigt), The Callender Papers (Документи співрозмовника) |
| 1983         | Роббі Бранскум (Robbie Branscum), The Murder of Hound Dog Bates (Вбивство гончих собак Бейтса) |
| 1982         | Норма Фокс Мейзер (Norma Fox Mazer), Taking Terri Mueller (Взяти Террі Міллер) |
| 1981         | Джоан Ловрі Ніксон (Joan Lowery Nixon), The Seance (Сеанс) |
| 1980         | Джоан Ловрі Ніксон (Joan Lowery Nixon), The Kidnapping of Christina Lattimore (Викрадення Христини Латтімор) |
| 1970-ті роки | |
| 1979         | Дана Брукінс (Dana Brookins), Alone in Wolf Hollow (Поодинці у Вовчій лощині) |
| 1978         | Елоїз Джарвіс Макгроу (Eloise Jarvis McGraw), A Really Weird Summer, (Дійсно дивне літо) |
| 1977         | Річард Пек (Richard Peck), Are You in the House Alone? (Ти вдома один?) |
| 1976         | Роберт О'Браєн (Robert C. O'Brien), Z for Zachariah (З для Захарія) |
| 1975         | Джей Беннет (Jay Bennett), The Dangling Witness (Повішений свідок) |
| 1974         | Джей Беннет (Jay Bennett), The Long Black Coat (Довге чорне пальто) |
| 1973         | Роб Вайт (Robb White), Deathwatch (Вахта смерті) |
| 1972         | Джоан Айкен (Joan Aiken), Nightfall (Сутінки) |
| 1971         | Джон Ров Таунсенд (John Rowe Townsend), The Intruder (Зловмисник) |
| 1970         | Вінфред Фінлей (Winfred Finlay), Danger at Black Dyke (Небезпека на Блек Дайку) |
| 1960-ті роки | |
| 1969         | Вірджинія Гамільтон (Virginia Hamilton), The House of Dies Drear (Будинок Дієса Дріра) |
| 1968         | Гретхен Спраг (Gretchen Sprague), Signpost to Terror (Покажчик терору) |
| 1967         | Кін Платт (Kin Platt), Sinbad and Me (Сіндбад і я) |
| 1966         | Леон Вейр (Leon Ware), The Mystery of 22 East (Таємниця 22-х зі Сходу) |
| 1965         | Марселла Тум (Marcella Thum), Mystery at Crane's Landing (Таємниця падіння підйомного крану) |
| 1964         | Філліс Вітні (Phyllis A. Whitney), Mystery of the Hidden Hand (Таємниця прихованої руки) |
| 1963         | Скотт Корбетт (Scott Corbett), Cutlass Island (Острів Катласс) |
| 1962         | Едвард Фентон (Edward Fenton), The Phantom of Walkaway Hill (Привид пагорба Волкавей) |
| 1961         | Філліс Вітні (Phyllis A. Whitney), The Mystery of the Haunted Pool (Таємниця басейну з привидами) |

### Найкращий епізод телесеріалу
| Рік          | Епізод                                                                                                 |
| 2020-ті роки | 2020-ті роки                                                                                           |
| ------------ | --- |
| 2022         | Anthony Horowitz, Episode 1 — Magpie Murders                                                           |
| 2021         | John Morton Episode 1 — Photochemistry                                                                 |
| 2020         | Jed Mercurio Season 5, Episode 4                                                                       |
| 2010-ті роки | |
| 2019         | Donald Joh, Matthew Weiner The One That Holds Everything                                               |
| 2018         | Noah Hawley Somebody to Love                                                                           |
| 2017         | John Logan A Blade of Grass                                                                            |
| 2016         | Peter Flannery Gently with the Women                                                                   |
| 2015         | Sally Wainwright Episode 1                                                                             |
| 2014         | Allan Cubitt Episode 1                                                                                 |
| 2013         | Steven Moffat A Scandal in Belgravia                                                                   |
| 2012         | Alex Gansa, Howard Gordon, Gideon Raff Pilot                                                           |
| 2011         | Neil Cross Episode 1                                                                                   |
| 2010         | Patrick Harbinson Place of Execution                                                                   |
| 2000-ні роки | |
| 2009         | Patrick Harbinson Prayer of the Bone                                                                   |
| 2008         | Matt Nix Pilot                                                                                         |
| 2007         | Matthew Graham Episode 1                                                                               |
| 2006         | Ed Whitmore Amulet                                                                                     |
| 2005         | Rene Balcer, Elizabeth Benjamin Want                                                                   |
| 2004         | Peter Blake, David E. Kelley Goodbye                                                                   |
| 2003         | Dawn Denoon, Lisa Marie Petersen Waste                                                                 |
| 2002         | Tim Van Patten, Terence Winter «The Pine Barrens»                                                      |
| 2001         | Michael R. Perry «Limitations»                                                                         |
| 2000         | Rene Balcer «Refuge, Part 2»                                                                           |
| 1990-ті роки | |
| 1999         | Maureen Corrigan, Robin W. Winks Mystery and Suspense Writers                                          |
| 1998         | Natalie Hevener Kaufman, Carol McGinnis Kay G is for Grafton: The World of Kinsey Millhone             |
| 1997         | Michael Atkinson The Secret Marriage of Sherlock Holmes                                                |
| 1996         | Robert Polito Savage Art: A Biography of Jim Thompson                                                  |
| 1995         | William L. DeAndrea Encyclopedia Mysteriosa                                                            |
| 1994         | Burl Barer The Saint: A Complete History                                                               |
| 1993         | John Loughery Alias S. S. Van Dine                                                                     |
| 1992         | Kenneth Silverman Edgar A. Poe: Mournful and Never-Ending Remembrance                                  |
| 1991         | John Conquest Trouble is Their Business: Private Eyes in Fiction, Film, and Television, 1927—1988      |
| 1990         | Norman Sherry The Life of Graham Greene                                                                |
| 1980-ті роки | |
| 1989         | Francis M. Nevins, Jr. Cornell Woolrich: First You Dream, Then You Die                                 |
| 1988         | Leroy Lad Panek Introduction to the Detective Story                                                    |
| 1987         | Eric Ambler Here Lies: An Autobiography                                                                |
| 1986         | Peter Lewis John le Carre                                                                              |
| 1985         | Jon L. Breen Novel Verdicts: A Guide to Courtroom Fiction                                              |
| 1984         | Donald Spoto The Dark Side of Genius: The Life of Alfred Hitchcock                                     |
| 1983         | Roy Hoopes Cain                                                                                        |
| 1982         | Jon L. Breen What About Murder?                                                                        |
| 1981         | John Reilly Twentiety Century Crime and Mystery Writers                                                |
| 1980         | Ralph E. Hone Dorothy L. Sayers, A Literary Biography                                                  |
| 1970-ті роки | |
| 1979         | Gwen Robins The Mystery of Agatha Christie                                                             |
| 1978         | John McAleer Rex Stout                                                                                 |
| 1977         | Marvin Lachman, Otto Penzler, Charles Shibuk, Chris Steinbrunner Encyclopedia of Mystery and Detection |

### Найкращий кінофільм
| Рік          | Назва фільму               | Оригінальна назва                   |
| 2000-ні роки | 2000-ні роки               | 2000-ні роки                        |
| ------------ | -------------------------- | ----------------------------------- |
| 2009         | Залягти на дно в Брюге     | In Bruges                           |
| 2008         | Майкл Клейтон              | Michael Clayton                     |
| 2007         | Відступники                | The Departed                        |
| 2006         | Сиріана                    | Syriana                             |
| 2005         | Довгі заручини             | A Very Long Engagement              |
| 2004         | Брудні принади             | Dirty Pretty Things                 |
| 2003         | Чикаго                     | Chicago                             |
| 2002         | Пам'ятай                   | Memento                             |
| 2001         | Траффік                    | Traffic                             |
| 2000         | Карти, гроші та два стволи | Lock, Stock and Two Smoking Barrels |
| 1990-ті роки |                            |                                     |
| 1999         | Поза полем зору            | Out of Sight                        |
| 1998         | Таємниці Лос-Анджелеса     | L.A. Confidential                   |
| 1997         | Вигострене лезо            | Sling Blade                         |
| 1996         | Підозрілі обличчя          | The Usual Suspects                  |
| 1995         | Кримінальне чтиво          | Pulp Fiction                        |
| 1994         | З мене досить              | Falling Down                        |
| 1993         | Гравець                    | The Player                          |
| 1992         | Мовчання ягнят             | The Silence of the Lambs            |
| 1991         | Кидали                     | The Grifters                        |
| 1990         | Клан Хезерс                | Heathers                            |

### Найкраща критична/бібліографічна робота
| Рік          | Переможець | Оригінальна назва |
| 2020-ті роки | | |
| 2021         | Христина Лейн (Christina Lane)                                                                                                 | Phantom Lady: Hollywood Producer Joan Harrison, the Forgotten Woman Behind Hitchcock (Примарна дама: голлівудський продюсер Джоан Гаррісон, забута жінка за Гічкоком)                                        |
| 2020         | Джон Білгеймер (John Billheimer)                                                                                               | Hitchcock and the Censors (Screen Classics) (Гічкок і цензори / екранна класика) |
| 2010-ті роки | | |
| 2019         | Леслі С. Клінгер (Leslie S. Klinger)                                                                                           | Classic American Crime Fiction of the 1920s (Класична американська детективна фантастика 1920-х) |
| 2018         | Лоуренс П. Джексон (Lawrence P. Jackson)                                                                                       | Chester B. Himes: A Biography (Честер Гаймс: Біографія) |
| 2017         | Рут Франклін (Ruth Franklin)                                                                                                   | Shirley Jackson: A Rather Haunted Life (Ширлі Джексон: Життя з привидами) |
| 2016         | Мартін Едвардс (Martin Edwards)                                                                                                | The Golden Age of Murder (Золота доба вбивства) |
| 2015         | Дж. В. Окер (J.W. Ocker) | Poe-Land: The Hallowed Haunts of Edgar Allan Poe (Земля По: Святі привиди Едгара Аллана По) |
| 2014         | Ерік Дюссере (Erik Dussere) | America is Elsewhere: The Noir Tradition in the Age of Consumer Culture (Америка в іншому: традиція нуару в епоху споживчої культури)                                                                        |
| 2013         | Джеймс О'Браєн (James O'Brien)                                                                                                 | Cracking the Case with Science and Forensics (Розкриття справи з наукою та криміналістикою) |
| 2012         | Майкл Дірда (Michael Dirda) | On Conan Doyle: Or, the Whole Art of Storytelling (Про Конан Дойла: Або, ціле мистецтво розповіді) |
| 2011         | Юнте Гуанг (Yunte Huang) | Charlie Chan: The Untold Story of the Honorable Detective and this Rendezvous with American History (Чарлі Чан: Невимовна історія почесного детектива та побачення з американською історією)                 |
| 2010         | Отто Пензлер (Otto Penzler) | The Lineup: The Worlds Greatest Crime Writers Tell the Inside Story of Their Greatest Detectives (Склад: Світові письменники найбільших злочинів розповідають внутрішню історію своїх найбільших детективів) |
| 2000-ні роки | | |
| 2009         | Д-р Гаррі Лі По (Dr. Harry Lee Poe)                                                                                            | Edgar Allan Poe: An Illustrated Companion to His Tell-Tale Stories (Едгар Аллан По: Ілюстрований супутник його оповідань)                                                                                    |
| 2008         | Чарльз Фолі, Жон Лелленберг, Данієль Сташовер (Charles Foley, Jon Lellenberg, Daniel Stashower)                                | Arthur Conan Doyle: A Life in Letters (Артур Конан Дойл: Життя в листах) |
| 2007         | Е. Дж. Вагнер (E.J. Wagner) | The Science of Sherlock Holmes: From Baskerville Hall to the Valley of Fear (Наука Шерлока Холмса: від Баскервіль-хола до Долини страху)                                                                     |
| 2006         | Мелані Регак (Melanie Rehak)                                                                                                   | Girl Sleuth: Nancy Drew and the Women Who Created Her (Дівчина сищик: Ненсі Дрю та жінки, які її створили)                                                                                                   |
| 2005         | Леслі С. Клінгер (Leslie S. Klinger)                                                                                           | The New Annotated Sherlock Holmes: The Complete Short Stories (Новий анотований Шерлок Холмс: Повний набір новел)                                                                                            |
| 2004         | Ендрю Вілсон (Andrew Wilson)                                                                                                   | Beautiful Shadow: A Life of Patricia Highsmith (Прекрасна тінь: Життя Патриції Гайсміт) |
| 2003         | Майк Ешлі (Mike Ashley) | Mammoth Encyclopedia of Modern Crime Fiction (Мамутова енциклопедія сучасної криміналістичної літератури) |
| 2002         | Давн Б. Сова (Dawn B. Sova) | Edgar Allan Poe: A to Z (Едгар Аллан По: Від А до Я) |
| 2001         | Ітан Льюїс, Роберт Кун Макгрегор (Ethan Lewis, Robert Kuhn McGregor)                                                           | Conundrums for the Long Week-End (Загадки довгих вихідних) |
| 2000         | Данієль Сташовер (Daniel Stashower)                                                                                            | Teller of Tales: The Life of Arthur Conan Doyle (Розповідач казок: Життя Артура Конан Дойла) |
| 1990-ті роки | | |
| 1999         | Морін Корріган, Робін Вінкс (Maureen Corrigan, Robin W. Winks)                                                                 | Mystery and Suspense Writers (Письменники таємниць і напруженого сюжету) |
| 1998         | Наталі Гівенер, Керол Кауфман, Кей Макгіннес (Natalie Hevener, Kaufman Carol, McGinnis Kay)                                    | G is for Grafton: The World of Kinsey Millhone (Г для Графтон: світ Кінсі Міллгоун) |
| 1997         | Майкл Аткінсон (Michael Atkinson)                                                                                              | The Secret Marriage of Sherlock Holmes (Таємний шлюб Шерлока Холмса) |
| 1996         | Роберт Політо (Robert Polito)                                                                                                  | Savage Art: A Biography of Jim Thompson (Дике мистецтво: біографія Джима Томпсона) |
| 1995         | Вільям Де Андреа (William L. DeAndrea)                                                                                         | Encyclopedia Mysteriosa (Енциклопедія містерій) |
| 1994         | Берл Барер (Burl Barer) | The Saint: A Complete History (Святий: Повна історія) |
| 1993         | Джон Лоугері (John Loughery)                                                                                                   | Alias S. S. Van Dine (Псевдонім С. С. Ван Дайн) |
| 1992         | Кеннет Сілверман (Kenneth Silverman)                                                                                           | Edgar A. Poe: Mournful and Never-Ending Remembrance (Едгар А. По: Тужлива і нескінченна пам'ять) |
| 1991         | Джон Конквест (John Conquest)                                                                                                  | Trouble is Their Business: Private Eyes in Fiction, Film, and Television, 1927—1988 (Біда в їхній справі: приватні детективи у художній літературі, кіно і телебаченні, 1927—1988)                           |
| 1990         | Норман Шеррі (Norman Sherry)                                                                                                   | Життя Ґрема Ґріна (The Life of Graham Greene) |
| 1980-ті роки | | |
| 1989         | Френсіс М. Невінс, мол. (Francis M. Nevins, Jr.)                                                                               | Cornell Woolrich: First You Dream, Then You Die (Корнел Вулріч: Спочатку ти мрієш, а потім помираєш) |
| 1988         | Лерой Лед Панек (Leroy Lad Panek)                                                                                              | Introduction to the Detective Story (Вступ до детективної оповіді) |
| 1987         | Ерік Емблер (Eric Ambler) | Here Lies: An Autobiography (Тут брехня: автобіографія) |
| 1986         | Пітер Льюїс (Peter Lewis) | Джон Ле Карре |
| 1985         | Джон Л. Брін (Jon L. Breen) | Novel Verdicts: A Guide to Courtroom Fiction (Вироки роману: Посібник по судовій літературі) |
| 1984         | Дональд Спото (Donald Spoto)                                                                                                   | The Dark Side of Genius: The Life of Alfred Hitchcock (Темна сторона генія: Життя Альфреда Гічкока) |
| 1983         | Рой Гопес (Roy Hoopes) | Cain (Кейн) |
| 1982         | Джон Л. Брін (Jon L. Breen) | What About Murder? (Що стосовно вбивства?) |
| 1981         | Джон Рейлі (John Reilly) | Twentieth Century Crime and Mystery Writers (Письменники детективного жанру XX століття) |
| 1980         | Ральф Е. Гоун (Ralph E. Hone)                                                                                                  | Dorothy L. Sayers, A Literary Biography (Дороті Сейерс, літературна біографія) |
| 1970-ті роки | | |
| 1979         | Гвен Робінс (Gwen Robins) | The Mystery of Agatha Christie (Загадки Агати Кристі) |
| 1978         | Джон Макалер (John McAleer) | Rex Stout (Рекс Стаут) |
| 1977         | Марвін Лачман, Отто Пензлер, Чарльз Шібак, Хріс Шайнбруннер (Marvin Lachman, Otto Penzler, Charles Shibuk, Chris Steinbrunner) | «Encyclopedia of Mystery and Detection» (Енциклопедія таємниць і розслідувань) |

### The Grand Master
| Рік          | Переможець                             |
| 1950-ті роки | 1950-ті роки                           |
| ------------ | -------------------------------------- |
| 1955         | Агата Крісті                           |
| 1958         | Вінсент Старетт                        |
| 1959         | Рекс Стаут                             |
| 1960-ті роки |                                        |
| 1961         | Еллері Квін                            |
| 1962         | Ерл Стенлі Ґарднер                     |
| 1963         | Джон Діксон Карр                       |
| 1964         | Джордж Гармон Кокс                     |
| 1966         | Жорж Сіменон                           |
| 1967         | Бейнард Кендрік                        |
| 1969         | Джон Крізі                             |
| 1970-ті роки |                                        |
| 1970         | Джеймс Кейн                            |
| 1971         | Майнон Ебергарт                        |
| 1972         | Джон Д. Макдональд                     |
| 1973         | Джадсон Філіпс і Альфред Гічкок        |
| 1974         | Росс Макдональд                        |
| 1975         | Ерік Емблер                            |
| 1976         | Ґрем Ґрін                              |
| 1978         | Дороті Г'юз, Найо Марш, Дафна дю Мор'є |
| 1979         | Аарон Марк Стейн                       |
| 1980-ті роки |                                        |
| 1980         | В. Р. Барнетт                          |
| 1981         | Стенлі Еллін                           |
| 1982         | Джуліан Саймонс                        |
| 1983         | Маргарет Міллар                        |
| 1984         | Джон Ле Карре                          |
| 1985         | Дороті Солсбері Девіс                  |
| 1986         | Ед Макбейн                             |
| 1987         | Майкл Гілберт                          |
| 1988         | Філліс Вітні                           |
| 1989         | Гілларі Во                             |
| 1990-ті роки |                                        |
| 1990         | Гелен Макклой                          |
| 1991         | Тоні Гіллерман                         |
| 1992         | Елмор Леонард                          |
| 1993         | Дональд Вестлейк                       |
| 1994         | Лоуренс Блок                           |
| 1995         | Мікі Спіллейн                          |
| 1996         | Дік Френсіс                            |
| 1997         | Рут Ренделл                            |
| 1998         | Барбара Мерц                           |
| 1999         | Філліс Дороті Джеймс                   |
| 2000-ні роки |                                        |
| 2000         | Мері Хіггінс Кларк                     |
| 2001         | Едвард Д. Гох                          |
| 2002         | Роберт Паркер                          |
| 2003         | Айра Левін                             |
| 2004         | Джозеф Уембо                           |
| 2005         | Марсія Мюллер                          |
| 2006         | Стюарт Камінскі                        |
| 2007         | Стівен Кінг                            |
| 2008         | Білл Пронзіні                          |
| 2009         | Сью Графтон                            |
| 2010-ті роки |                                        |
| 2010         | Дороті Джілман                         |
| 2011         | Сара Парецкі                           |
| 2012         | Марта Граймс                           |
| 2013         | Маргарет Марон і Кен Фолетт            |
| 2014         | Каролін Гарт і Роберт Крейс            |
| 2015         | Джеймс Еллрой і Лоїс Дункан            |
| 2016         | Волтер Мослі                           |
| 2017         | Еллен Гарт і Макс Аллан Коллінз        |
| 2018         | Вільям Лінк і Пітер Ловсі              |
| 2019         | Мартін Круз Сміт                       |
| 2020         | Барбара Нілі                           |
| 2021         | Джеффрі Дівер і Шарлен Гарріс          |
| 2022         | Майкл Коннеллі та Джоанн Флюк          |

### Нагорода на честь Роберта Л. Фіша
| Рік          | Переможець                                 | Оригінальна назва |
| 1980-ті роки |                                            | |
| 1984         | Ліллі Карлсон (Lilly Carlson)              | Заблоковані двері (Locked Doors)                                                                                               |
| 1985         | Білл Креншоу (Bill Crenshaw)               | Бідолашні тупі роти (Poor Dumb Mouths)                                                                                         |
| 1986         | Даг Аллін (Doug Allyn)                     | Заключні обряди (Final Rites)                                                                                                  |
| 1987         | Мері Кіттредж (Mary Kittredge)             | Батько чоловікові (Father to the Man)                                                                                          |
| 1988         | Ерік М. Гейдельман (Eric M Heideman)       | Роджер, містере Вілкі! (Roger, Mr. Whilkie!)                                                                                   |
| 1989         | Лінда О. Джонстон (Linda O. Johnston)      | Різні барабанщики (Different Drummers)                                                                                         |
| 1990-ті роки |                                            | |
| 1990         | Конні Кольт (Connie Colt)                  | Яструби (Hawks) |
| 1991         | Джеррі Ф. Скаркі (Jerry F. Skarky)         | Історія Віллі (Willie's Story)                                                                                                 |
| 1993         | Стивен Сейлор (Stephen Saylor)             | Заповіт — це шлях (A Will Is A Way)                                                                                            |
| 1994         | Д. А. Макгвір (D.A. McGuire)               | Негідний вигін (Wicked Twist)                                                                                                  |
| 1995         | Батя Свіфт Ясгур (Batya Swift Yasgur)      | Я і містер Гаррі (Me and Mr. Harry)                                                                                            |
| 1996         | Джеймс Сарафін (James Sarafin)             | Слово для розбиття серпневого неба (The Word for Breaking August Sky)                                                          |
| 1997         | Девід Вон (David Vaughn)                   | Прокурор Дюпре (Prosecutor of DuPrey)                                                                                          |
| 1998         | Розаленд Роланд (Rosaland Roland)          | Якщо око твоє ображає тебе (If Thine Eye Offend Thee)                                                                          |
| 1999         | Брін Боннер (Bryn Bonner)                  | Ясність (Clarity) |
| 2000-ні роки |                                            | |
| 2000         | Майк Рейсс (Mike Reiss)                    | Кро-Маньйон П. І. (Cro-Magnon, P. I.)                                                                                          |
| 2001         | М. Д. Джонс (M.J. Jones)                   | Відьма і викрадач реліквій (The Witch and the Relic Thief)                                                                     |
| 2002         | Тед Гертел (Ted Hertel)                    | Моя Бонні бреше (My Bonnie Lies)                                                                                               |
| 2003         | Майк Дуган (Mike Doogan)                   | Війна може бути вбивством (War Can Be Murder)                                                                                  |
| 2004         | Сенді Белзо (Sandy Balzo)                  | Трава завжди зеленіша (The Grass is Always Greener)                                                                            |
| 2005         | Томас Моріссі (Thomas Morrissey)           | Не може зловити мене (Can't Catch Me)                                                                                          |
| 2006         | Едді Ньютон (Eddie Newton)                 | Дім (Home) |
| 2007         | Вільям Ділан Повелл (William Dylan Powell) | Вечірнє золото (Evening Gold)                                                                                                  |
| 2008         | Марк Еммонс (Mark Ammons)                  | Улов — стихія води (The Catch — Still Waters)                                                                                  |
| 2009         | Джозеф Гаглілмеллі (Joseph Guglielmelli)   | Помилка Бакнера (Buckner's Error)                                                                                              |
| 2010-ті роки |                                            | |
| 2010         | Ден Вортман (Dan Warthman)                 | Страшний день (A Dreadful Day)                                                                                                 |
| 2011         | Еван Льюїс (Evan Lewis)                    | Скайлер Гоббс і Людина-кролик (Skyler Hobbs and the Rabbit Man)                                                                |
| 2012         | Девід Інгрем (David Ingram)                | Добра людина в бізнесі (A Good Man of Business)                                                                                |
| 2013         | Патриція Сміт (Patricia Smith)             | Коли вони закінчили з нами (When They Are Done With Us)                                                                        |
| 2014         | Джефф Соловей (Jeff Soloway)               | Лист Вентворта — епізодичне зловживання злочинним елементом (The Wentworth Letter — Criminal Element's Malfeasance Occasional) |
| 2015         | Зое Дін (Zoey Dean)                        | Дівчина, яка утікає (Getaway Girl)                                                                                             |
| 2016         | Рассел В. Джонсон (Russell W. Johnson)     | Найкращий трюк Чун Лінг Су (Chung Ling Soo's Greatest Trick)                                                                   |
| 2017         | Е. Габрієль Флорес (E. Gabriel Flores)     | Правда моменту (The Truth of the Moment)                                                                                       |
| 2018         | Ліза Д. Грей (Lisa D. Gray)                | Королева секретів (The Queen of Secrets)                                                                                       |
| 2019         | Ненсі Новік (Nancy Novick)                 | Як він помре цього разу? (How Does He Die This Time?)                                                                          |
| 2020-ті роки |                                            | |
| 2020         | Деррік Гарріелл (Derrick Harriell)         | Бунт триває (There's a Riot Goin' On)                                                                                          |
| 2021         | Колетт Бенкрофт (Colette Bancroft)         | Укус (The Bite) |
| 2022         | Марк Гаррісон (Mark Harrison)              | Собаки в каньйоні (Dogs in the Canyon)                                                                                         |

### Нагорода на честь Мері Хіггінс Кларк
| Рік          | Переможець                                | Оригінальна назва                                         |
| 2020-ті роки |                                           |                                                           |
| 2022         | Б. Р. Мейерс (B.R. Myers)                 | Жахливий блиск (A Dreadful Splendor)                      |
| 2021         | Ельза Гарт (Elsa Hart)                    | Кабінети Барнабі Мейна (The Cabinets of Barnaby Mayne)    |
| 2020         | Керол Гудман (Carol Goodman)              | Нічні візитери (The Night Visitors)                       |
| 2010-ті роки |                                           |                                                           |
| 2019         | Суджата Массі (Sujata Massey)             | Вдови Малабара (The Widows of Malabar)                    |
| 2018         | Керол Гудман (Carol Goodman)              | Будинок вдови (The Widow's House)                         |
| 2017         | Чарльз Тодд (Charles Todd)                | Розбите дерево (The Shattered Tree)                       |
| 2016         | Лорі Радер-Дей (Lori Rader-Day)           | Маленькі гарні речі (Little Pretty Things)                |
| 2015         | Джейн Кейсі (Jane Casey)                  | Незнайомець, якого ви знаєте (The Stranger You Know)      |
| 2014         | Дженні Мілчман (Jenny Milchman)           | Сніговий покрив (Cover of Snow)                           |
| 2013         | Генк Філліпі Раян (Hank Phillippi Ryan)   | Інша жінка (The Other Woman)                              |
| 2012         | Сара Д. Генрі (Sara J. Henry)             | Навчання плаванню (Learning to Swim)                      |
| 2011         | Еллі Гріффітс (Elly Griffiths)            | Місця перетину (The Crossing Places)                      |
| 2010         | Шарон Болтон (S.J. Bolton)                | Пробудження (Awakening)                                   |
| 2000-ні роки |                                           |                                                           |
| 2009         | Білл Флойд (Bill Floyd)                   | Дружина вбивці (The Killer's Wife)                        |
| 2008         | Сенді Оулт (Sandi Ault)                   | Дикий колір індиго (Wild Indigo)                          |
| 2007         | Фіона Маунтейн (Fiona Mountain)           | Родовід (Bloodline)                                       |
| 2006         | Карен Гарпер (Karen Harper)               | Темний ангел (Dark Angel)                                 |
| 2005         | Рошель Маджер Кріч (Rochelle Majer Krich) | Закінчення могил (Grave Endings)                          |
| 2004         | М. К. Престон (M.K. Preston)              | Song of the Bones (Пісня кісток)                          |
| 2003         | Роуз Коннорс (Rose Connors)               | Абсолютна впевненість (Absolute Certainty)                |
| 2002         | Джудіт Келман (Judith Kelman)             | Літо штормів (Summer of Storms)                           |
| 2001         | Барбара Д'Амато (Barbara D'Amato)         | Тільки уповноважений персонал (Authorized Personnel Only) |

### Нагорода на честь Сью Графтон
| Рік          | Переможець                    | Оригінальна назва                                      |
| 2020-ті роки |                               |                                                        |
| 2022         | Луїза Луна (Louisa Luna)      | Схованка (Hideout)                                     |
| 2021         | Розалі Кнехт (Rosalie Knecht) | Віра Келлі не є загадкою (Vera Kelly Is Not A Mystery) |
| 2020         | Трейсі Кларк (Tracy Clark)    | Позичений час (Borrowed Time)                          |
| 2010-ті роки |                               |                                                        |
| 2019         | Сара Парецкі (Sara Paretsky)  | Гра в шкаралупу (Shell Game)                           |

### Нагорода на честь Ліліан Джексон Браун
| Рік          | Переможець                   | Оригінальна назва                               |
| 2020-ті роки |                              |                                                 |
| 2022 рік     | Тамара Беррі (Tamara Berry ) | Поховано у гарній книзі (Buried in a Good Book) |

}

### Премія Еллері Квіна
| Рік          | Переможець                                                             |
| 2020-ті роки | 2020-ті роки                                                           |
| ------------ | ---------------------------------------------------------------------- |
| 2022         | Стренд Магазін (The Strand Magazine)                                   |
| 2021         | Джульєт Граймс (Juliet Grames)                                         |
| 2020         | Келлі Рагланд (Kelley Ragland)                                         |
| 2010-ті роки |                                                                        |
| 2019         | Лінда Ландріган (Linda Landrigan)                                      |
| 2018         | Роберт Пепін (Robert Pepin)                                            |
| 2017         | Ніл Найрен (Neil Nyren)                                                |
| 2016         | Джанет А. Рудольф (Janet A. Rudolph)                                   |
| 2015         | Чарльз Ардай (Charles Ardai)                                           |
| 2012         | Джо Меєрс (Joe Meyers)                                                 |
| 2010         | Барбара Петерс і Роберт Розенвальд (Barbara Peters & Robert Rosenwald) |
| 2000-ні роки |                                                                        |
| 2006         | Кейт Стайн (Kate Stine) і Браян Скупін (Brian Skupin)                  |
| 2005         | Каролін Маріно (Carolyn Marino)                                        |
| 2003         | Ед Горман (Ed Gorman)                                                  |
| 2002         | Кетлін Джордан (Cathleen Jordan) і Джанет Гатчінгс (Janet Hutchings)   |
| 2001         | Дуглас Г. Грін (Douglas G. Greene)                                     |
| 2000         | Сюзанна Кірк (Susanne Kirk)                                            |
| 1990-ті роки |                                                                        |
| 1999         | Сара Енн Фрід (Sara Ann Freed)                                         |
| 1998         | Хіроші Хаякава (Hiroshi Hayakawa)                                      |
| 1997         | Франсуа Геріф (Francois Guerif)                                        |
| 1996         | Жак Барзун (Jacques Barzun)                                            |
| 1995         | Мартін Грінберг (Martin Greenberg)                                     |
| 1994         | Отто Пензлер (Otto Penzler)                                            |
| 1992         | Маргарет Кросс Нортон (Margaret Cross Norton)                          |
| 1990         | Джоел Девіс (Joel Davis)                                               |
| 1980-ті роки |                                                                        |
| 1989         | Вільям Лінк (William Link)                                             |
| 1988         | Рут Кевін (Ruth Cavin)                                                 |
| 1987         | Елеанор Салліван (Eleanor Sullivan)                                    |
| 1985         | Джоан Кан (Joan Kahn)                                                  |
| 1983         | Емма Латен (Emma Lathen)                                               |